# مجمع الصليب المقدس
مجمع الصليب المقدس (بالإنجليزية: The Congregation of the Holy Cross) مجمع كاثوليكي يتكون من القساوسة و الأعضاء الذين تجمع بينهم الأخوة في الانتماء للكنيسة الكاثوليكية أسسه عام 1837 المتطوب الأب باسل أنتونيو ماري-مورو في مدينة لو مان، فرنسا.
الأب مورو أسس كذلك مجمع مريميات الصليب المقدس المنقسم الآن إلى 3 مجامع مستقلة للأخوات. مجامع النساء اللوائي يتتبع أصل الأب مورو هي مريميات الصليب المقدس (لو مان، فرنسا)، و مجمع الصليب المقدس للأخوات (نوتر دام، انديانا)، و مجمع الصليب المقدس للأخوات (مونتريال، كندا).